# Menella grayi
Menella grayi är en korallart som beskrevs av Nutting 1910. Menella grayi ingår i släktet Menella och familjen Plexauridae. Inga underarter finns listade i Catalogue of Life.